# بنژامن ادلن
بنژامن ادلن (فرانسوی: Benjamin Edelin‎؛ زادهٔ ۲۳ فوریهٔ ۱۹۹۳) دوچرخه‌سوار اهل فرانسه است.
وی در مسابقات کشوری و بین‌المللی در مجموع برندهٔ ۱ مدال طلا، ۱ مدال برنز شده‌است.